# Wakayama
Wakayama (和歌山市 Wakayama-shi?) es una ciudad localizada en la prefectura de Wakayama, Japón. En junio de 2019 tenía una población estimada de 356.381 habitantes y una densidad de población de 1.706 personas por km². Su área total es de 208,84 km².

## Historia
La ciudad fue fundada el 1 de abril de 1889.
Casi la mitad de la población de la prefectura se encuentra en la ciudad, en parte por la gran industria de acero que se desarrolla.
En el centro de la ciudad se encuentra el Castillo Wakayama, donde en la era Edo fue gobernado por los daimyō de la rama Kishū Tokugawa y lugar donde saldría Tokugawa Yoshimune, el octavo shogun Tokugawa. Adicionalmente la ciudad es famosa por su umeboshi y mikan.

## Geografía
La ciudad está dividida en dos por el río Kinokawa.

### Localidades circundantes
- Prefectura de Wakayama
  - Kainan
  - Kinokawa
  - Iwade
- Prefectura de Osaka
  - Hannan
  - Misaki

## Demografía
Según los datos del censo japonés, esta es la población de Wakayama en los últimos años.
| Año del censo | Población |
| ------------- | --------- |
| 1995          | 393.885   |
| 2000          | 386.551   |
| 2005          | 375.591   |
| 2010          | 370.364   |
| 2015          | 364.154   |

## Ciudades hermanadas
- Jeju, Corea del Sur
- Jinan, China
- Richmond, Canadá
- Bakersfield, Estados Unidos
- Culiacán, México